# Диего Гутьеррез (музыкант)
Диего Гутьеррез (род. 25 сентября 1974, Сьего-де-Авила) — кубинский певец и автор песен. В его творчестве смешаны элементы Новой Тровы, латиноамериканской поп-музыки, различных жанров и автохтонных ритмов его страны, а также фолка, мировой музыки и рока. Для своего альбома Palante el Mambo! (2018) был номинирован на 19-й ежегодной премии Latin Grammy Awards 2018 в категории Tropical Fusion Album.

## Карьера
Диего Гутьеррез родился в Сьего-де-Авила, где он провел свое детство и юность. Там он как самоучка научился играть на гитаре и петь классические произведения Традиционной Тровы и Новой Тровы. С самого раннего возраста он получил влияние старого кантри и популярных музыкальных винилов, которые звучали в его доме, — наследство, которое будет сопровождать его в его более поздних работах.
Он начал писать свои первые композиции в Центральном университете Лас-Вильяс, где он нашел культурное движение, которое вдохновило его и побудило продолжить свою музыкальную карьеру, изучая английский язык и литературу в указанном университете. Сначала он заявил о себе на любительских фестивалях, на которых получил несколько золотых дипломов, а затем на сольных концертах и гастролях по.
В 1997 году он вместе с другими трубадурами основал клуб авторов песен La Trovuntivitis в Эль-Меджунхе, символическом месте в Санта-Кларе, откуда родилось новое поколение авторов-исполнителей и их ежегодный фестиваль «Лонгина».
Его приглашали выступить на концертах такие авторы-исполнители, как Дэвид Торренс, Фрэнк Дельгадо, Сантьяго Фелиу и Карлос Варела и другие. В его записях участвовали известные инструменталисты, каждый из которых вносил свой вклад в творчество этого певца и композитора своими разными жанрами и знаниями.
В 2006 году он записал свой первый альбом De cero (Sello Unicornio, Abdala Producciones), получивший три номинации и две премии Cubadisco Awards.
Он участвовал в качестве приглашенного артиста во Всемирном фестивале молодежи и студентов в Алжире в 2001 году и в Каракасе в 2005 году. В 2009 году он присутствовал на международном фестивале авторов-исполнителей Barnasants в Барселоне, где представил свое искусство на различных сценах этого города, а затем дал серию концертов в Валенсии, Севилье и Мадриде.
В 2015 году он был награждён премией телепрограммы Cuerda Viva, продвигающей альтернативную музыку, в категории Trova.
Его второй студийный альбом Palante el Mambo! получил премию Cubadisco и номинацию на премию Latin Grammy Awards в 2018 году.
В 2019 году он официально выпустил свой третий студийный альбом под названием Piloto automático, над одной из его песен совместно с Дэвидом Торренсом и другими гостями.
В результате его музыкализации стихов одиннадцати писателей из Вилья-Клара он стал одним из победителей конкурса «Del verso a la canción», организованного Культурным центром Пабло де ла Торриенте Брау, который стал его четвёртым альбомом в 2021 г. исследования на тему « Viaje al Centro de la Tierra» (ЕГРЭМ). Для продвижения этой работы его пригласили представить её на книжной ярмарке в Монтевидео, Уругвай, 2019 г., и на Международной книжной ярмарке в Буэнос-Айресе, 2022 г.
Его песни появляются в разных антологиях, исполняются и записываются разными исполнителями.
Наряду со своим стилем и исполнением он подчеркивает свои тексты и свое личное видение поэтической и музыкальной традиции своей страны.
Он ездил со своей работой в Соединенные Штаты, Испанию, Великобританию, Аргентину, Швейцарию, Мексику, Венесуэлу, Уругвай, Кипр и Боливию в рамках концертных туров, фестивалей и различных сцен.
В настоящее время он является членом с правом голоса Латинской академии звукозаписывающих искусств и наук.

## Дискография

### Студийные альбомы
- 2006: De cero
- 2018: Palante el Mambo![10]
- 2019: Piloto automático[11]
- 2021: Viaje al Centro de la Tierra [12]

### концертный альбом
- 2008: Demasiado Diego. Записано вживую в Центре Пабло де ла Торриенте Брау в Гаване.

### Коллективные записи и антологии
- 2001: Trov@nónima.cu .[13]
- 2003: Acabo de soñar . Стихи Хосе Марти на музыку молодых кубинских трубадуров.[14]
- 2005: A guitarra limpia. Antología 4 (Коллективная работа)[15]
- 2006: Te doy una canción . Vol 1 . Концерт памяти Сильвио Родригеса[16]
- 2007: Décimas del gato Simón. Десятки на музыку Жозефины де Диего.[17]
- 2009: Del verso a la canción. Различные исполнители.
- 2018: La Trovuntivitis .[18]
- 2022: La Nueva Trova y más. 50 años Vol 9[19]

## Награды и номинации
- Премия Latin Grammy Awards ежегодно присуждается Латинской академией звукозаписывающих искусств и наук в США.

| номинированная работа | Награда           | Результат   |
| --------------------- | ----------------- | ----------- |
| Palante el Mambo!!    | Тропический фьюжн | номинирован |

- Международная ярмарка Cubadisco является крупнейшим событием звукозаписи на острове, и её награды вручаются ежегодно.

| Год     | номинированная работа                       | Награда                                 | Результат                                    |
| ------- | ------------------------------------------- | --------------------------------------- | -------------------------------------------- |
| 2007 г. | De cero                                     | *Прима оперы *Трова-поп-рок * Видеоклип | Победитель *Trova-Pop-Rock *Лучший видеоклип |
| 2008 г. | Demasiado Diego (вживую)                    | Трова                                   | номинирован                                  |
| 2009 г. | Del verso a la canción (разные исполнители) | * Запись заметок * Trova                | Победитель * Рекордные заметки * Trova       |
| 2018    | Palante el Mambo!                           | Слияние                                 | Победитель                                   |
| 2021    | Piloto automático                           | Трова-Поп-Рок                           | номинирован                                  |

- Lucas Awards — важнейший национальный аудиовизуальный фестиваль, на котором ежегодно отмечаются самые выдающиеся видеоклипы, созданные кинематографистами страны в различных номинациях.

| Год  | номинированная работа        | Награда                                                         | Результат                                                              |
| ---- | ---------------------------- | --------------------------------------------------------------- | ---------------------------------------------------------------------- |
| 2015 | El Cinematógrafo (видеоклип) | • Трова • Визуальные эффекты • Арт-директор • Дебют. • Анимация | Победитель • Лучшее видео Trova • Лучшее видео с визуальными эффектами |